# هنري ساندرز
هنري ساندرز (بالإنجليزية: Henry G. Sanders)‏ هو ممثل أمريكي، ولد في 18 أغسطس 1942 بهيوستن في الولايات المتحدة.

## أعمال

### أفلام
- قاتل الأغنام، 1978م.
- (2006) روكي بالبوا[5][6][7]
- (2013) 42[8][9]
- (2014) ويبلاش

## وصلات خارجية
- هنري ساندرز على موقع IMDb (الإنجليزية)
- هنري ساندرز على موقع ألو سيني (الفرنسية)
- هنري ساندرز على موقع أول موفي (الإنجليزية)
- هنري ساندرز على موقع قاعدة بيانات الأفلام السويدية (السويدية)
- هنري ساندرز على موقع إن إن دي بي (الإنجليزية)
- هنري ساندرز على موقع قاعدة بيانات الفيلم (الإنجليزية)
- هنري ساندرز على موقع كينوبويسك (الروسية)